# Tekken 5
Tekken 5 (яп. 鉄拳5 Тэккэн Файбу, «Железный кулак 5») — игра в жанре файтинг, разработанная и выпущенная японской компанией Namco. Это пятая номерная часть и шестая игра в серии Tekken, выход которой был приурочен к десятилетию франшизы. Игра является прямым продолжением Tekken 4. Главным героем вновь является Дзин Кадзама, который вступает в пятый турнир «Король Железного Кулака», чтобы обрести контроль над дьявольским геном — сверхъестественной генетической аномалией, встречающейся в роду представителей рода Мисима. На этот раз организатором турнира выступает его прадед Дзимпати Мисима, ставший новым лидером компании «Мисима Дзайбацу» после мнимой смерти его сына Хэйхати. Персонажи предыдущих частей имеют собственную историю, которая раскрывается через вступительные биографии и кат-сцены. В игре доступно 33 героя, включая семь новых бойцов.
Из-за смешанных отзывов в отношении предшественника разработчики Tekken 5 привнесли несколько ключевых изменений в геймплей, в частности, отказались от неровного рельефа арен в пользу более плавного игрового процесса, аналогичного ранним играм серии. Кроме того, Tekken 5 стала первой игрой франшизы с возможностью изменять внешность персонажей при помощи аксессуаров, одежды и других предметов, купленных за внутриигровую валюту. В июле 2005 года Namco выпустила обновление Tekken 5.1, чтобы сделать игровой процесс более сбалансированным, после чего последовало обновление Tekken 5: Dark Resurrection, вышедшее в 2005 году и впоследствии перенесённое на PlayStation Portable и PlayStation 3 в качестве отдельной игры. В 2004 году состоялся её релиз на аркадных автоматах, а в 2005 году она была портирована на PlayStation 2.
Tekken 5 удостоилась положительных отзывов со стороны критиков и хорошо продавалась. По всему миру было продано 8,2 миллиона копий (включая дополнение). В 2007 году Namco выпустила продолжение игры Tekken 6, развивающее историю конфронтации членов семьи Мисима.

## Игровой процесс

Фэн Вэй против Дзина Кадзамы

Как и предыдущие игры серии, Tekken 5 представляет собой файтинг, в котором игрок выбирает героя и сражается со своим противником в режиме один на один. В типичных для этого жанра играх кнопками регулируется сила атаки, к примеру, выделяются сильный и слабый удары. В серии Tekken каждая кнопка отвечает за движение одной из четырёх конечностей персонажа. Среди других элементов геймплея имеются блоки, броски, отступы и партер. В пятой части франшизы появились быстрая и плавная боевая система, была улучшена графика, возвращены старые персонажи и некоторые классические уровни из предыдущих игр. Одним из нововведений игры стала так называемая Crush System, благодаря которой игроки получили возможность подавлять ряд вражеских атак. Также в игру перекочевал элемент Wall Juggling из Tekken 4, позволяющий с помощью серии ударов зажимать оппонента у стен, однако внутриигровая механика не позволила пользователям злоупотреблять данной возможностью как в предыдущей части. В Tekken 5 впервые появилась возможность менять цвет одежды героев, приобретать для них дополнительные костюмы и экипировку. Внутриигровая валюта пополняется после прохождения «Story Mode», «Time Atack», «Survival», побочного сюжета «Devil Within» и «Arcade Mode». В последнем из них дебютировала система рангов, высший из которых «Tekken Lord».
Разработчики убрали появившуюся в Tekken 4 механику неравномерной площади, при которой персонаж мог подниматься по рельефным участкам уровня. Команда дизайнеров моделировала этапы по аналогии с более ранними частями, благодаря чему персонажи в состоянии свободно перемещаться на аренах без барьеров. На отдельных уровнях герои могут взаимодействовать с местностью, в частности, разрушать стены. Всего в игре присутствуют 15 боевых арен.
Другие изменения игрового процесса по сравнению с Tekken 4 включают: удаление влияющих на расположение персонажа движений, возвращение традиционного боя в воздухе (в Tekken 4 персонаж не мог прыгать вверх и отскакивать назад) и восстановление системы жонглирования подброшенным противником из Tekken 3. Бойцы потеряли возможность двигаться до начала раунда, в то время как в Tekken 4 они могли перемещаться по уровню перед боем.

### Персонажи

Экран выбора персонажа

В игре представлено 33 персонажа, включая 26 вернувшихся и 7 новых. Изначально в распоряжении игрока имеются 20 героев, а остальных можно разблокировать по мере прохождения игры. В отличие от предыдущих игр, финальный босс игры Дзимпати Мисима остаётся неиграбельным. В режиме «Devil Within» фигурируют ещё два дополнительных неиграбельных персонажа — Ган Джек и Истинный Огр.
В отличие от Tekken 4, где каждый персонаж говорил либо по-японски, либо по-английски, в Tekken 5 некоторые герои изъясняются на своих родных языках. Хваран и Пэк Тусан разговаривают на корейском, а Ван Цзиньжэй и Фэн Вэй — на севернокитайском языке. Ганрю, Хэйхати, Кадзуя, Ёсимицу, Асука Кадзама, Дзимпати, Дзин и его альтер эго Дьявол Дзин говорят по-японски, в то время как Маршалл Ло, Пол Феникс, Крэйг Мардук, Джулия Чан, Нина и Анна Уильямс, Рэйвен, Брюс Ирвин, Брайан Фьюри, Кристи Монтейру и Эдди Горду — по-английски. Кинг, Кума, Панда и Роджер-младший только издают звуки, Мокудзин молчит, а Джек-5 выражает мысли исключительно роботизированными криками и ворчанием. Ли Чаолан и Лин Сяоюй говорят по-японски, несмотря на то, что являются китайцами по происхождению. Стив Фокс имеет собственный британский акцент, а Лэй Улун говорит на американском варианте английского языка, иногда с акцентом.
Вернувшиеся
| - Анна Уильямс * - Пэк Тусан* - Брюс Ирвин* - Брайан Фьюри | - Кристи Монтейру - Крэйг Мардук - Эдди Горду* *** - Ганрю* | - Ган Джек**** - Хэйхати Мисима* - Хваран - Дзин Кадзама | - Джулия Чан - Кадзуя Мисима - Кинг II - Кума II* | - Ли Чаолан - Лэй Улун - Лин Сяоюй - Маршалл Ло | - Мокудзин* - Нина Уильямс - Панда* *** - Пол Феникс | - Стив Фокс - Истинный Огр**** - Ван Цзиньжэй* - Ёсимицу |

* Доступен после прохождения режима «Истории»

** Неиграбельный босс

*** Альтернативный скин

**** Неиграбельный персонаж в режиме «Devil Within»
Новые
| Имя                               | Происхождение | Стиль боя                       | Актёр озвучивания                                                 | Описание |
| --------------------------------- | ------------- | ------------------------------- | ----------------------------------------------------------------- | --- |
| Асука Кадзама (яп. 風間 飛鳥)     | Япония        | Айкидо                          | Рёко Сираиси                                                      | Ученица старшей школы, практикующая традиционные боевые искусства в стиле Кадзама. Асука принимает участие в турнире, чтобы отомстить Фэн Вэю, который ранил её отца и разрушил додзё их семьи. |
| Дьявол Дзин* (яп. デビル仁)       | Япония        | Карате Синто-рю Корю Кёкусинкай | Иссин Тиба                                                        | Дьявольская форма Дзина, находясь в которой тот использует приёмы из «боевого карате Мисимы», стиля боевых искусств его родственников по отцовской линии.                                       |
| Фэн Вэй (кит. 馮 威)              | Китай         | Нань-цюань                      | Чуань Инь Ли (кат-сцены) Хироси Цусида (геймплей)                 | Высокомерный мастер Кулака Бога, который ищет в Японии информацию о свитках Синкен, содержащих секреты его боевого стиля.                                                                       |
| Джек-5 (англ. Jack)               | Неизвестно    | Брутфорс                        | Отсутствует                                                       | Представитель пятого поколения серии «Джек», сконструированный учёной по имени Джейн, которая отправила его на турнир чтобы добыть воспоминания Джека-2 у «Мисимы Дзайбацу».                    |
| Дзимпати Мисима** (яп. 三島 仁八) | Япония        | Карате                          | Тикао Оцука (человеческая форма) Такэси Аоно (демоническая форма) | Главный антагонист игры, отец Хэйхати, воскрешённый из мёртвых духом мщения. |
| Рэйвен (англ. Raven)              | Канада        | Ниндзюцу                        | Джек Мерлуцци                                                     | Таинственный ниндзя афроамериканского происхождения, который становится свидетелем предполагаемой смерти Хэйхати.                                                                               |
| Роджер-младший* (англ. Roger Jr.) | Австралия     | Армейский реслинг               | Отсутствует                                                       | Сын Роджера, который вместе со своей матерью отправляется на спасение отца из плена «Мисимы Дзайбацу».                                                                                          |

## Сюжет
После событий Tekken 4, завершившейся уходом Дзина Кадзамы из додзё Хон-Мару, к храму подлетают вертолёты «Корпорации G», которые забрасывают в здание капсулы с большим количеством роботов серии Джек-4. Потерпевшие поражение от Дзина Хэйхати Мисима и его сын Кадзуя приходят в себя и объединяют усилия против андроидов, сражаясь бок о бок до тех пор, пока Кадзуя не бросает Хэйхати на погибель, а сам покидает Хон-Мару. В то время как часть роботов сдерживают Хэйхати, один из них активирует детонатор, что приводит к уничтожению додзё и предполагаемой смерти Хэйхати. Единственным свидетелем этого происшествия является Рэйвен, таинственный ниндзя в чёрном костюме, который докладывает о смерти Хэйхати своему начальству. Начинаются спекуляции о прекращении деятельности «Мисима Дзайбацу», однако неизвестная фигура захватывает власть в организации и нормализует её функционирование.
Два месяца спустя объявляется пятый турнир «Короля Железного Кулака». В это же время Дзин начинает видеть кошмары, вызванные его дьявольским геном, и решает принять участие в турнире в надежде подчинить свою чудовищную силу. Его отец Кадзуя приходит к выводу, что за нападением андроидов стоят намеревающиеся убить его представители «Корпорации G», и также вступает в турнир, чтобы отомстить своим недоброжелателям. Выясняется, что Хэйхати чудом пережил нападение на Хон-Мару и после завершения турнира восстановит свои силы. Он решает выждать время, чтобы подготовиться к возвращению Дзайбацу.
По мере развития сюжета становится ясно, что новым главой «Мисима Дзайбацу» и организатором турнира был Дзимпати Мисима, отец Хэйхати, который был низложен собственным сыном за 40 лет до начала основных событий и заточён под Хон-Мару. Им овладел дух мщения, даровавший Дзимпати невероятную силу, которая позволила ему вырваться из-под Хон-Мару во время нападения Джеков. Сам Дзимпати организовал турнир в надежде, что кто-то сможет убить его до того момента, когда овладевший им дух погрузит мир во тьму.
Хваран сталкивается с Дзином на более поздних этапах турнира и побеждает его. Тем не менее, Дзин принимает свою дьявольскую форму и нейтрализует оппонента. В конце концов, из-за того, что Хваран не смог продолжить сражение, Дзин был объявлен победителем. Молодой человек добирается до финала и сталкивается в жестоком поединке со своим прадедом Дзимпати. Дзину удаётся победить Дзимпати, который обретает покой. Одержав победу, Дзин становится следующим лидером «Мисима Дзайбацу», что приводит к началу событий Tekken 6.

## Разработка

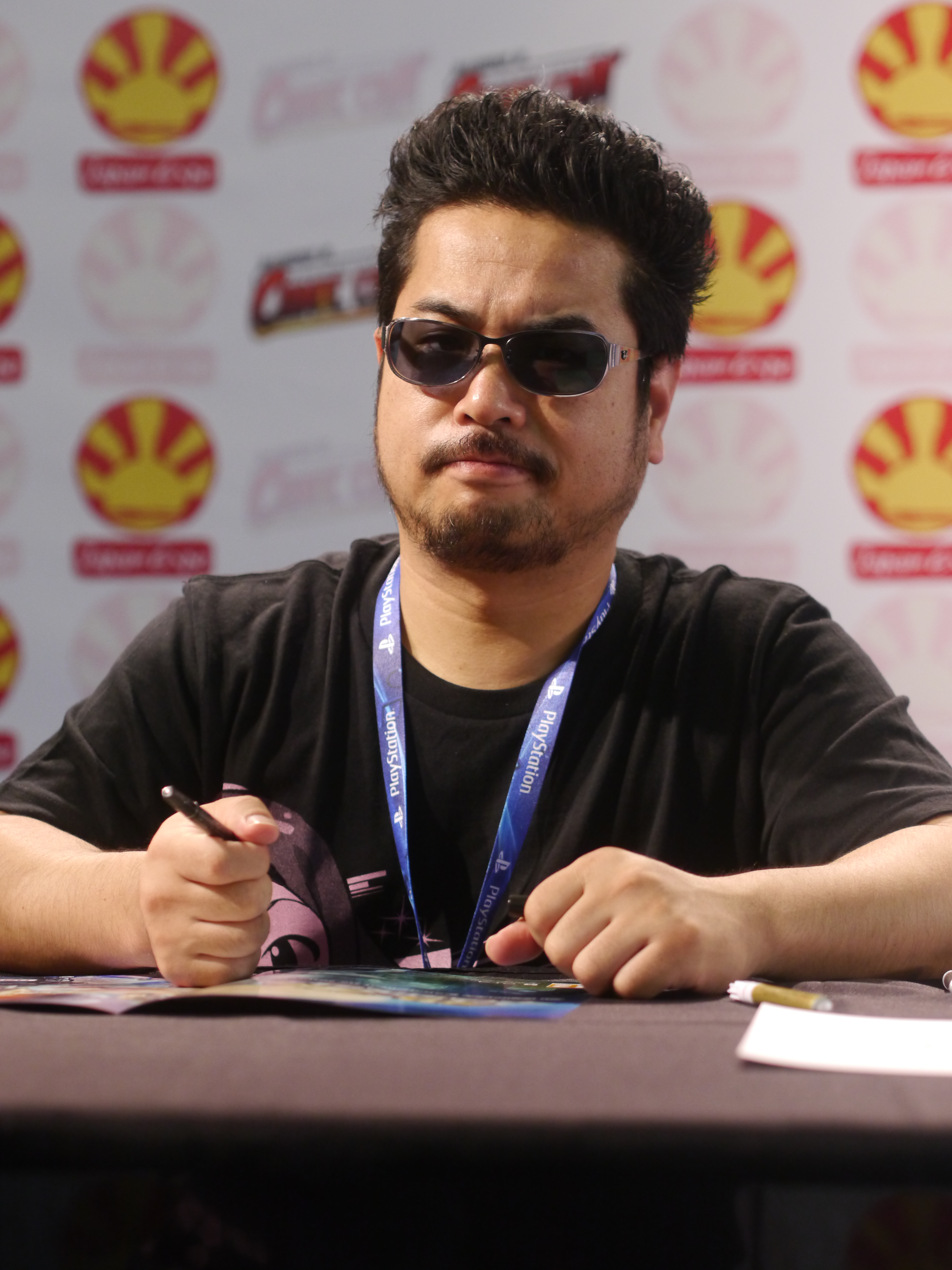
Продюсер игровой серии Tekken Кацухиро Харада

Создатели игры хотели сделать пятую часть менее реалистичной, чем четвёртая. Причиной для этого послужили негативные отзывы на Tekken 4, которая была названа худшей частью серии, а также, по мнению критиков, уступала по качеству Virtua Fighter 4 от Sega. По словам директора бизнес-подразделения Namco Hometek Inc. Ёси Ники, пятая часть серии должна была «вывести геймеров всех возрастов на новый уровень в жанре файтинга». В отличие от Tekken Tag Tournament, Tekken 5 создавалась на System 256, более мощной аркадной платформе, которая позволила команде детализировать уровни и персонажей. На ранних этапах разработки Namco пообещала геймерам, что в Tekken 5 будет добавлена мини-игра в режиме приключенческого боевика, похожая на «Tekken Force» из Tekken 3. Несмотря на то, что в рекламных материалах утверждалось, что Хэйхати погиб во вступительной заставке, Namco Bandai опровергла это заявление в интервью с IGN в июне 2004 года.

### Версии игры

Флаер версии для аркадного автомата

Tekken 5 была портирована на PlayStation 2 в 2005 году. Версия для PS2 является своего рода коллекционным изданием, поскольку включает в себя аркадные версии Tekken, Tekken 2, Tekken 3. Tekken 4 в игру добавлен не был, поскольку с момента его релиза прошло всего три года. Начальный загрузочный экран перетекает в видеоигру StarBlade, один из ранних проектов Namco. Как и в случае с Galaga в версии Tekken для PlayStation, в демоверсии игроки могут управлять космическим кораблём. Также StarBlade можно разблокировать в качестве полноценной игры в режиме «Arcade History».
Версия для PS2 включает в себя мини-игру в жанре beat ’em up, представляющую собой альтернативу «Tekken Force» из Tekken 3 и Tekken 4 под названием «Devil Within». Первая информация о ней появилась в декабре 2004 года, когда разработчики пообещали раскрыть с её помощью одного из главных героев. Эта мини-игра повествует о приключениях Дзина Кадзамы, который исследует объекты «Корпорации G» в поисках информации о своей пропавшей матери. В отличие от «Tekken Force», игрок в состоянии управлять исключительно Дзином. Также в игре используется ограниченная система кнопок, а именно «блок» и «прыжок», в то время как кнопки атаки ограничены до базовых «удара» и «удара ногой». Помимо сражений с различными моделями Джека, чтобы продолжить свой путь игрок должен выполнять второстепенные квесты. Этот режим является одним из двух способов разблокировать игровую версию дьявольского воплощения Дзина — Дьявола Дзина. Также здесь присутствуют боссы, например, Истинный Огр, за которого нельзя играть в Tekken 5.
Tekken 5.1 — бесплатное обновление для аркадной версии Tekken 5. Оно включает в себя изменения в шкале жизни персонажей и другой экран выбора героев, а также корректирует список ударов персонажей для улучшения игрового баланса. В частности, было убрано бесконечное комбо Стива Фокса и ослаблены чрезвычайно сильные удары других персонажей.
Tekken 5: Dark Resurrection — второе обновление Tekken 5, о выходе которого было объявлено на JAMMA AM Show в 2005 году. В 2006 году появилась информация о выходе игры из серии Tekken на PlayStation Portable, однако на тот момент не было известно, будет ли это новая игра или же Namco прибегнет к портированию. Во время E3 06 Namco подтвердила, что на PSP будет осуществлён порт аркадной версии Tekken 5: Dark Resurrection. В игру были добавлены сражения по сети, а также режим «Tekken Dojo». Помимо этого обновлению подверглись арены и одежда персонажей, а также были добавлены дополнительные аксессуары. Для Dark Resurrection был изготовлен специальный вступительный CG-ролик, а также кат-сцены для «Story Mode». Ключевым дополнением стало наличие трёх новых персонажей в лице Эмили де Рошфор, Сергея Драгунова и Армора Кинга II. Выход игры состоялся летом 2006 года. За первую неделю было продано 49 тысяч копий, что позволило Dark Resurrection занять 4-е место среди 10 самых продаваемых игр в чартах Японии с 3 по 9 июля 2006 года. По окончании года было продано около миллиона копий игры. В феврале 2006 года Namco анонсировала портирование Dark Resurrection на PlayStation 3. У игроков появилась возможность играть за Дзимпати Мисиму, недоступного в остальных версиях Tekken 5.

### Музыка
Tekken 5 - Tekken DR Original Soundtrack (яп. 鉄拳5』『鉄拳 DARK RESURRECTION』 オリジナル・サウンドトラック,  “Tekken 5 ” “Tekken DARK RESURRECTION” Orijinaru Saundotorakku) — саундтрек для аркадной и консольной версий Tekken 5 и Tekken 5: Dark Resurrection, выпущенный лейблом Victor 26 июля 2006 года в Японии. Над музыкой работали композиторы Акитака Тояма, Сатору Косаки, Тэтсукадзу Наканиси, Ёсихито Яно, Ю Миякэ, Рио Хамамото, Дзюнъити Накацуру, Рюити Такада, Хироси Окубо, Казухиро Накамура, Кэики Кобаяси, Кацуро Тадзима, Тэцуя Утида, Го Сиина, Кота Такахаси, Кэити Окабэ и Нобуёси Сано. Интро версии для PS2 «SPARKING» было исполнено Томом Леонардом и Джеффом Песетто. Музыка была написана в нескольких жанрах, включая техно, рок и ню-метал.
Альбом состоит из двух дисков. Первый компакт-диск содержит музыку из Tekken 5, а второй — музыку из Tekken 5: Dark Resurrection. Во входящем в состав альбома буклете представлены изображения уровней в Tekken 5, а также аналогичные уровни из Tekken 5: Dark Resurrection.
Джереми Дэнэм из IGN похвалил музыкальное сопровождение игры, отметив более разнообразный по сравнению с прошлыми частями саундтрек, «включающий в себя широкий спектр мелодий, подходящих к определённым персонажам, за счёт которого Tekken 5 стала игрой с самой лучшей музыкой в серии». Джефф Герстманн из GameSpot разделил это мнение, высоко оценив сочетание музыки с игровыми аренами.
| №                   | Название                                    | Музыка              | Длительность |
| ------------------- | ------------------------------------------- | ------------------- | ------------ |
| 1.                  | «I'm Here Now (remix)»                      | Акитака Тояма       | 1:57         |
| 2.                  | «SPARKING»                                  | Сатору Косаки       | 1:51         |
| 3.                  | «Mode select ~Tekken5~»                     | Тэтсукадзу Наканиси | 2:34         |
| 4.                  | «Who's Afraid Of...»                        | Акитака Тояма       | 1:46         |
| 5.                  | «Dragon's Nest ~To those who go to Heaven~» | Ёсихито Яно         | 2:42         |
| 6.                  | «Red Hot Fist»                              | Ю Миякэ             | 1:40         |
| 7.                  | «Formless Like Water»                       | Акитака Тояма       | 2:01         |
| 8.                  | «Unforgiven»                                | Ёсихито Яно         | 2:06         |
| 9.                  | «Crimson Sunset»                            | Рио Хамамото        | 2:40         |
| 10.                 | «Moonlit Wilderness»                        | Сатору Косаки       | 1:58         |
| 11.                 | «Gold Rush»                                 | Акитака Тояма       | 1:35         |
| 12.                 | «Massive Stunner»                           | Акитака Тояма       | 1:57         |
| 13.                 | «Antares»                                   | Дзюнъити Накацуру   | 2:34         |
| 14.                 | «Streets»                                   | Сатору Косаки       | 1:19         |
| 15.                 | «Street Wise ~asura mix~»                   | Сатору Косаки       | 1:34         |
| 16.                 | «Frozen Paradise»                           | Рюити Такада        | 1:41         |
| 17.                 | «Ka-En-No-Mai»                              | Акитака Тояма       | 2:03         |
| 18.                 | «Orbital Move»                              | Ю Миякэ             | 1:56         |
| 19.                 | «Poolside»                                  | Хироси Окубо        | 2:31         |
| 20.                 | «Ground Zero Funk»                          | Кота Такахаси       | 2:29         |
| 21.                 | «The Finalizer»                             | Акитака Тояма       | 2:01         |
| 22.                 | «Give Me Your Name»                         | Рио Хамамото        | 1:41         |
| 23.                 | «One More»                                  | Акитака Тояма       | 1:08         |
| 24.                 | «Neonatal»                                  | Сатору Косаки       | 1:02         |
| 25.                 | «RAVEN's ending»                            | Ю Миякэ             | 0:46         |
| 26.                 | «FENG's ending»                             | Кэити Окабэ         | 0:35         |
| 27.                 | «ASUKA's ending»                            | Кэити Окабэ         | 0:22         |
| 28.                 | «HEIHACHI's ending»                         | Рюити Такада        | 1:10         |
| 29.                 | «KAZUYA's ending»                           | Кэити Окабэ         | 0:32         |
| 30.                 | «JIN's ending»                              | Хироси Окубо        | 0:41         |
| 31.                 | «LEE's ending»                              | Сатору Косаки       | 0:59         |
| 32.                 | «STEVE's ending»                            | Казухиро Накамура   | 0:55         |
| 33.                 | «LEI's ending»                              | Ю Миякэ             | 0:41         |
| 34.                 | «NINA&ANNA's ending part1»                  | Дзюнъити Накацуру   | 0:32         |
| 35.                 | «NINA&ANNA's ending part2»                  | Дзюнъити Накацуру   | 0:15         |
| 36.                 | «PAUL's ending»                             | Хироси Окубо        | 0:30         |
| 37.                 | «LAW's ending»                              | Рюити Такада        | 0:53         |
| 38.                 | «HWOARANG's ending»                         | Кота Такахаси       | 0:41         |
| 39.                 | «BAEK's ending»                             | Казухиро Накамура   | 0:29         |
| 40.                 | «CHRISTIE's ending»                         | Сатору Косаки       | 0:30         |
| 41.                 | «MARDUK's ending»                           | Рио Хамамото        | 1:01         |
| 42.                 | «KING's ending»                             | Рио Хамамото        | 0:50         |
| 43.                 | «JULIA's ending»                            | Кэики Кобаяси       | 0:47         |
| 44.                 | «GANRYU's ending»                           | Кацуро Тадзима      | 1:08         |
| 45.                 | «BRYAN's ending»                            | Нобуёси Сано        | 0:48         |
| 46.                 | «YOSHIMITSU's ending»                       | Нобуёси Сано        | 0:32         |
| 47.                 | «BRUCE's ending»                            | Кэити Окабэ         | 1:13         |
| 48.                 | «JACK5's ending»                            | Кэики Кобаяси       | 1:01         |
| 49.                 | «PANDA&KUMA's ending»                       | Рюити Такада        | 1:05         |
| 50.                 | «WANG's ending»                             | Кэики Кобаяси       | 1:15         |
| 51.                 | «JINPACHI's ending»                         | Тэтсукадзу Наканиси | 0:36         |
| 52.                 | «DEVIL JIN's ending»                        | Кэики Кобаяси       | 0:42         |
| 53.                 | «ROGER Jr.'s ending part1»                  | Кэити Окабэ         | 0:35         |
| 54.                 | «ROGER Jr.'s ending part2»                  | Кэити Окабэ         | 0:21         |
| 55.                 | «MOKUJIN's ending»                          | Кэики Кобаяси       | 0:27         |
| 56.                 | «XIAOYU's ending part1»                     | Сатору Косаки       | 0:21         |
| 57.                 | «XIAOYU's ending part2»                     | Сатору Косаки       | 0:28         |
| 58.                 | «After All»                                 | Сатору Косаки       | 0:42         |
| 59.                 | «Martial Symphony Opus 5»                   | Ёсихито Яно         | 3:24         |
| Общая длительность: | Общая длительность:                         | Общая длительность: | 74:33        |

| №                   | Название                      | Музыка              | Длительность |
| ------------------- | ----------------------------- | ------------------- | ------------ |
| 1.                  | «RESURRECTION»                | Сатору Косаки       | 1:44         |
| 2.                  | «Mode select ~TekkenDR~»      | Тэцуя Утида         | 1:14         |
| 3.                  | «Driving Beats»               | Акитака Тояма       | 0:41         |
| 4.                  | «Garden of the Tiger»         | Ёсихито Яно         | 3:21         |
| 5.                  | «Hiten»                       | Ю Миякэ             | 2:11         |
| 6.                  | «Estrada da Estrela»          | Акитака Тояма       | 1:56         |
| 7.                  | «Turbo Electric»              | Ёсихито Яно         | 2:39         |
| 8.                  | «Call of the Inferno»         | Рио Хамамото        | 2:35         |
| 9.                  | «Amnesia»                     | Сатору Косаки       | 2:40         |
| 10.                 | «Tiamat»                      | Акитака Тояма       | 1:08         |
| 11.                 | «Martial Medicine»            | Акитака Тояма       | 3:15         |
| 12.                 | «Snow Castle»                 | Масару Сиина        | 1:52         |
| 13.                 | «Twist & Scream»              | Сатору Косаки       | 2:11         |
| 14.                 | «Aurora Australis»            | Рюити Такада        | 2:48         |
| 15.                 | «Into Nirvana»                | Акитака Тояма       | 2:24         |
| 16.                 | «Center of Gravity»           | Ю Миякэ             | 1:55         |
| 17.                 | «Elegance in Violence»        | Хироси Окубо        | 1:42         |
| 18.                 | «Pink Pop»                    | Сатору Косаки       | 2:10         |
| 19.                 | «Stalking Wolves»             | Рио Хамамото        | 3:11         |
| 20.                 | «Supercharged»                | Акитака Тояма       | 2:33         |
| 21.                 | «Shattered Dreams»            | Дзюнъити Накацуру   | 2:23         |
| 22.                 | «Conclusion»                  | Акитака Тояма       | 2:30         |
| 23.                 | «Baby Don't Stop»             | Тэцуя Утида         | 0:53         |
| 24.                 | «Disco Bowl»                  | Хироси Окубо        | 3:47         |
| 25.                 | «Synthetic Pulse»             | Тэцуя Утида         | 3:52         |
| 26.                 | «Sunrise»                     | Масару Сиина        | 1:17         |
| 27.                 | «Slide»                       | Масару Сиина        | 1:39         |
| 28.                 | «Dancing Fate»                | Масару Сиина        | 0:51         |
| 29.                 | «DRAGUNOV's ending»           | Кэити Окабэ         | 0:55         |
| 30.                 | «LILI's ending»               | Сатору Косаки       | 0:49         |
| 31.                 | «ARMOR KING's ending»         | Сатору Косаки       | 0:55         |
| 32.                 | «Hall of Fate ~RESURRECTION~» | Рюити Такада        | 3:36         |
| 33.                 | «Around The World»            | Сатору Косаки       | 3:24         |
| 34.                 | «Hall of Fate»                | Рюити Такада        | 2:02         |
| 35.                 | «Martial Symphony Opus 5»     | Ёсихито Яно         | 1:48         |
| Общая длительность: | Общая длительность:           | Общая длительность: | 75:29        |

## Продвижение и выпуск
Namco анонсировала разработку Tekken 5 в мае 2004 года во время E3, где был показан первый трейлер. В Японии релиз версии для аркадных автоматов состоялся осенью 2004 года, а месяц спустя Tekken 5 вышла на аналогичных платформах в США. Игроки получили возможность ознакомиться с игрой во время проводившегося в Северной Америке турнира Evolution Championship Series, где была представлена незаконченная аркадная версия. Соревнование проходило на автомате с 29-дюймовым монитором с регулируемой по высоте панелью управления, которая позволяла трансформировать автомат в сидячее положение, свойственное аркадным автоматам из Японии.
В ноябре 2004 года Namco поделилась первыми подробностями сюжета, а также запустила официальный сайт игры, полностью на японском языке. Также компания анонсировала, что выход Tekken 5 на PlayStation 2 состоится весной 2005 года в Японии и в первом квартале 2005 года в США. В январе 2005 года было подтверждено, что в Японии игра выйдет на домашних консолях в марте того же года, а цена одного экземпляра составит ¥7140. Месяц спустя была объявлена дата выхода в США — 25 февраля 2005 года. Цена копии составляла $49,99. Entertainment Software Rating Board присвоила Tekken 5 рейтинг T, в соответствии с которым игра подходила для лиц от 13 лет. В честь десятилетия франшизы Namco Hometek и Hori выпустили ограниченным тиражом в 20 000 копий издание «Tekken 5: Ultimate Collector’s Edition» по цене $99,99. Комплект включал в себя игру Tekken 5, индивидуальный контроллер, разработанный специально для совместимости с играми Tekken, и футляр с шестью дисками для хранения каждой игры франшизы.
В октябре 2005 года Sony анонсировала выход PlayStation 2 в серебряном корпусе модели SCPH-75000, которая оказалась несовместимой с Tekken 5, работающей на SCPH-70000 и более ранних версиях. Это привело к спекуляциям относительно совместимости игры с PlayStation 3, выход которой был намечен на 2006 год. Представители Sony заявили: «Трудно сказать, что PlayStation 3 будет на 100 % совместима с предыдущими версиями, но, как мы уже говорили ранее в этом году, мы стремимся сделать это максимально возможным». В конечном итоге, из-за отсутствия совместимости с PS2, для PS3 была выпущена версия Dark Resurrection.

## Восприятие
| Сводный рейтинг       | Сводный рейтинг              |
| Агрегатор             | Оценка                       |
| --------------------- | ---------------------------- |
| GameRankings          | 89,20 %                      |
| Metacritic            | 88/100                       |
| Иноязычные издания    |                              |
| Издание               | Оценка                       |
| Eurogamer             | 9/10                         |
| Famitsu               | 36/40                        |
| GameFan               | 6/10                         |
| GameSpot              | 9,2/10                       |
| GameSpy               | [ 9 ]                        |
| IGN                   | 9,3/10                       |
| Jeuxvideo.com         | 17/20                        |
| WorthPlaying          | 9,6/10                       |
| Softpedia             | [ 43 ]                       |
| The Video Game Critic | A                            |
| Русскоязычные издания |                              |
| Издание               | Оценка                       |
| «Страна игр»          | 9 / 10                       |
| Награды               |                              |
| Издание               | Награда                      |
| GameSpot              | Лучший файтинг 2005 года     |
| IGN                   | Лучший файтинг PlayStation 2 |

Tekken 5 была оценена положительно и, по мнению многих рецензентов, возродила интерес к игровой серии после раскритикованной Tekken 4. На момент выхода она была 2-й по популярности игрой для игровых автоматов. На Metacritic её рейтинг составляет 88 баллов из 100. По состоянию на июль 2009 года было продано около 6 миллионов копий. Харада заявил, что Tekken 5 и Tekken 6 сумели привлечь новую аудиторию геймеров, чего не удалось сделать Tekken 4.
Complex поместил Tekken 5 на 6-е место среди лучших игр для PlayStation 2. Empire дал игре 5 звёзд из 5, объяснив очарование игровой серии механикой поединков и персонажами. Eurogamer дал ей 9 баллов из 10, заявив, что Tekken 5 «настолько великолепна, насколько это возможно для добротных игр».
Сотрудник SNK Corporation под ником Falcoon назвал Tekken 5 одной из своих любимых игр 2005 года. Джереми Дэнем из IGN отметил, что «Tekken 5 удалось улучшить свою и без того надёжную игровую механику, не жертвуя при этом тем, что делало серию великолепной. Лучшая балансировка, множество игровых режимов, более умный ИИ и высококачественные презентационные элементы — вещи непростые, однако все они есть в Tekken 5». PlayStation: The Official Magazine назвал её «лучшей игрой в серии, пусть и не столь оригинальной». Game Informer охарактеризовал свой игровой опыт следующим образом: «Эта серия может показаться немного устаревшей, но как только вы начнёте тренироваться и выполните массивную комбинацию из 10 ударов, которая заставит вашего противника шататься, от этой игры будет тяжело оторваться». The New York Times охарактеризовал Tekken 5 как «захватывающую игру о боевых искусствах», которая «удовлетворяет желание яростно драться, хотя от безумного стука по игровому контроллеру у вас могут заболеть пальцы».
Многие рецензенты выразили восхищение графической составляющей игры. Фред Галперн из AWN сравнил графику Tekken 5 с полнометражным фильмом «Последняя фантазия VII: Дети пришествия», вышедшем в том же году, однако раскритиковал представление персонажей через «комбинацию рисунков из комиксов с плохо написанным текстом». Electronic Gaming Monthly кратко резюмировал, что «трудно ненавидеть игру, которая выглядит так красиво». Джефф Герстман из GameSpot назвал Tekken 5 «самой красивой игрой для PlayStation 2», а также положительно высказался о качестве постановки сражений. Рикардо Торрес был впечатлён моделированием уровней, их освещением и возможностью взаимодействовать с окружением на них, после чего заключил:

«Привлекательность Tekken 5 во многом обусловлена качеством её исполнения. Хотя некоторые из дополнительных режимов не так хорошо работают, как могли бы, основные боевые действия практически идеальны, независимо от того, играете ли вы против других людей или сражаетесь с компьютером. Добавьте фантастический саундтрек и самую красивую графику, которую вы когда-либо видели на консолях, а также безумное количество различных движений, которые нужно изучить и освоить у множества интересных персонажей, и вы получите ещё более захватывающий файтинг, чем был Tekken, когда он покорил PlayStation в 1995 году».Оригинальный текст (англ.)«A big part of Tekken 5's appeal is due to the quality of its execution. While some of the extra modes aren't as strong as they could have been, the core fighting is nearly perfect, whether you're playing against other humans or computer-controlled opposition. Toss in a fantastic soundtrack and some of the best-looking graphics you've seen on a console, along with an insane number of different moves to learn and master from a variety of interesting characters, and you've got a fighting game that's even more addictive and exciting than Tekken was when it exploded onto the PlayStation back in 1995»
С другой стороны, часть рецензентов посетовала на сложность финального босса. В 2010 году Complex поместил Дзимпати Мисиму на 37-е место среди «худших боссов в видеоиграх», прокомментировав: «Его атаки наносили огромный урон, а его движение были быстрее большинства ударов — поэтому мы не могли разблокировать его как играбельного персонажа честным путём». Ещё одним предметом критики послужило отсутствие онлайн-режима.